# Pustków Żurawski
Pustków Żurawski (niem. Hubertushof) – wieś w Polsce położona w województwie dolnośląskim, w powiecie wrocławskim, w gminie Kobierzyce.

## Podział administracyjny
W latach 1975–1998 miejscowość położona była w województwie wrocławskim.

## Nazwa
Miejscowość po raz pierwszy zanotowana w łacińskim dokumencie z 1352 roku jako Pustkowo sive Pustkaw. Nazwa ta notowana później była także w roku 1668 i 1736 jako Pisthol, a także w roku 1736 Puschkowa oraz w roku 1795 Puskowa.
Według niemieckiego językoznawcy Paula Hefftnera w swojej pracy o nazwach miejscowości ziemi wrocławskiej pt. Ursprung und Bedeutung der Ortsnamen im Stadt und Landkreise Breslau nazwa miejscowości pochodzi od polskiej nazwy określającej pustkę lub pustkowie.

## Historia
Stosunkowo późne pojawienie się Pustkowa w dokumentach źródłowych świadczyć może o dość późnej lokalizacji wsi, związanej zapewne z osadnictwem na tzw. prawie niemieckim na przełomie XIII i XIV wieku. Wieś stanowiła własność kapituły wrocławskiej Św. Jana Chrzciciela.
Kościół parafialny dla ewangelików znajdował się w Rękowie, dla katolików zaś w Wierzbicach.
Prawdopodobnie po zajęciu Śląska przez Prusy, około połowy XVIII wieku, we wsi powstał folwark, dwa ogrodnictwa i karczma. W 1785 roku w Pustkowie mieszkało 94 mieszkańców, było 6 domów, folwark, dwa ogrodnictwa i karczma. W 1845 roku w 10 domostwach mieszka 106 mieszkańców, w tym 15 katolików i 23 pasterzy. Około 1847 roku w oparciu o własny folwark Carl Christian Naehrich zakłada pierwszą cukrownię. W związku z budową linii kolejowej powstała stacja kolejowa. Połączenie z Kobierzycami otwarto 1 września 1884, roku natomiast ze Strzeblowem 10 lipca 1885 roku.
Na początku XX wieku powstało osiedle dla pracowników cukrowni składające się z około 50 mieszkań. Około 1910 roku wzniesiono budynek szkoły, a drogi zostały wybrukowane. W 1941 roku Pustków zamieszkiwały 333 osoby, zaś przy stacji kolejowej mieszkało dalsze 15 osób. W osadzie czynne były: gospoda, sklep i poczta. W marcu 1945 roku Pustków zajęli żołnierze sowieccy. Po zakończeniu wojny do Pustkowa przybyli polscy repatrianci i przymusowi wysiedleńcy. Pustków został osadą fabryczną należącą do gminy Gniechowice. Dotychczasowi mieszkańcy Pustkowa zostali wysiedleni dopiero w 1947 roku i uczestniczyli w rozruchu cukrowni. W latach 50. XX wieku wzniesiono z inicjatywy cukrowni hotel robotniczy, budynki mieszkalne oraz nowy gmach szkoły podstawowej, czynne też było przedszkole.

## Demografia
Według Narodowego Spisu Powszechnego (2011) liczba ludności Pustkowa Żurawskiego wynosiła 858 osób. Jest on piątą co do wielkości miejscowością gminy Kobierzyce.

## Zabytki
Do wojewódzkiego rejestru zabytków wpisany jest:
- zespół pałacowy, ul. Parkowa 1, z końca XIX w.:
  - pałac, nr 1
  - park

## Przemysł
W roku 2012 szwedzka firma Stena Recycling uruchomiła zakład przetwarzania odpadów przemysłowych. Zakład będzie przetwarzał około 15 tys. ton odpadów miesięcznie. Inwestycja o wartości 15 mln zł powstała na terenie dawnej cukrowni. W zakładzie przetwarzane są wszystkie rodzaje odpadów: makulatura, złom, plastik oraz odpady niebezpieczne.